# Pons Aeni

Gedenkstein an der ehemaligen Römerstraße am Inn/Rosenheim

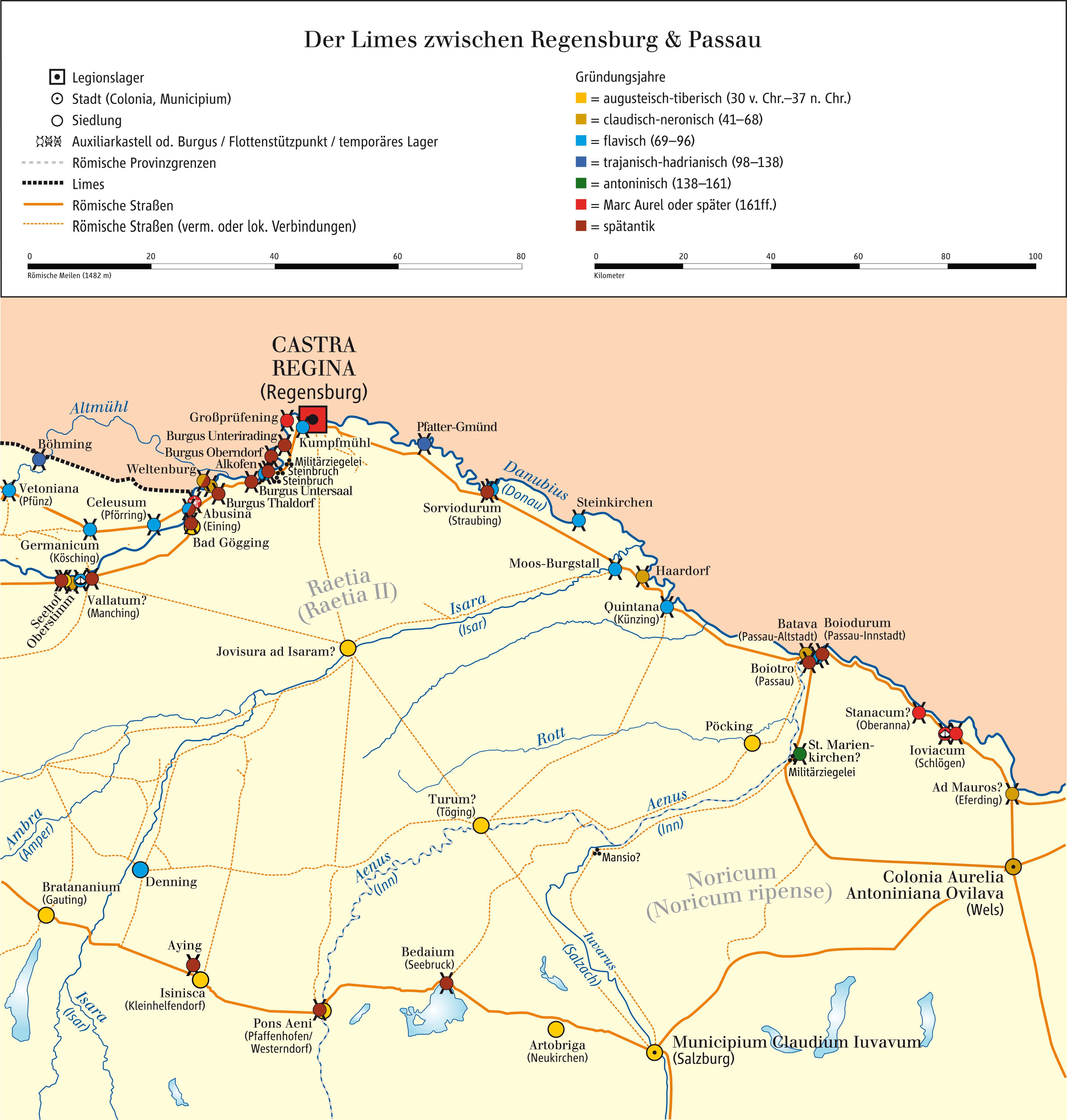
Pons Aeni auf einer Karte Rätiens

Pons Aeni (dt. Innbrücke) oder „Ponte Aoni“ sowie „Ad Enum“ (dt. Am Inn) oder „Statio Enensis“ ist der Name von einer oder zwei römischen Siedlungen bei Pfaffenhofen am Inn, Schechen, Oberbayern (Inn, lateinisch Aenus, auch Oenus). Die dort von den Römern errichtete Innbrücke verband nicht nur die beiden Provinzen Raetia und Noricum, sondern gehörte auch zur bedeutenden Fernstraße von Salzburg nach Augsburg, die neuzeitlich auch als Via Julia bezeichnet wird. Zudem führte über Pons Aeni eine Militärstraße von Italien aus über den Brenner bis zum Legionslager Castra Regina (Regensburg).

## Forschungsgeschichte

### Anfänge in Renaissance und Barock
Mit zu den bekanntesten überlieferten römischen Orten im oberbayerischen Voralpenland gehört das auf verschiedenen antiken Zeugnissen überlieferte Pons Aeni. Insbesondere die mit dem Namen klar fixierbare geographische Lage am Inn lässt nur wenige Spekulationen zu. Der bayerische Renaissancegelehrte Johannes Aventinus (1477–1534) nahm in seinem 1518 erschienenen Werk Historia Otingae den Versuch einer ersten Georeferenzierung vor. Den historischen Namen hatte er seinen Angaben zufolge einer Abschrift des „Itinerarium Antonini“ entnommen, das als mittelalterliche Kopie eines römerzeitlichen Straßenstationsverzeichnisses erhalten blieb. Seine Annahme, Pons Aeni mit Ötting (Altötting) gleichzusetzen, beruhte jedoch auf reiner Spekulation. Aventin konnte im Gegensatz zu anderen Orten für Altötting keinen einzigen römerzeitlichen Fund aufweisen. Nachdem auch der Gelehrte Markus Welser (1558–1614) die Vorgabe Aventins übernommen hatte, dachte erst der Kartograph Philipp Apian (1531–1589) über eine andere Lokalisierung der gesuchten Siedlung nach und brachte dabei Altenhohenau bei Wasserburg ins Spiel. Diese Festlegung übernahmen anschließend der Geograph Philipp Clüver (1580–1622) und der Historiograph Johann Heinrich von Falckenstein (1682–1760).

### Weitere Forschungen im 18.und 19.Jahrhundert
Der Hofrat Johann Georg von Lori (1723–1787), bedeutendster Gründervater der 1759 eröffneten Bayerischen Akademie der Wissenschaften, beschäftigte sich bereits im Jahr dieser Gründung mit Fragen um Pons Aeni und der offensichtlich schwierigen Lokalisierung des Ortes entlang des Inns. Von Lori bedauerte insbesondere das Fehlen von genauem aktuellen Kartenmaterial. Daher wandte er sich gegen Bestrebungen, die Problematik ohne Ortskenntnisse und allein auf Basis der vorgegebenen Distanzangaben im Itinerarium Antonini und der „Tabula Peutingeriana“, einem weiteren, in Kartenform überlieferten römischen Straßenverzeichnis, lösen zu wollen. Von Lori erkannte vielmehr, dass eine persönliche Inspektion der Örtlichkeiten sowie eine genaue Vermessung zum Schlüssel werden würde. Daher stellte er die Frage „Wo stand der Pons Oeni der Römer?“  im August 1761 der von ihm ebenfalls gegründeten Bayerischen Gelehrten Gesellschaft. Obwohl sich im Kreise dieser Gesellschaft kein Bearbeiter zu dieser Frage fand, gelang es unabhängig von diesen Bestrebungen dem Professor für antike Geschichte in Erfurt, Ferdinand Wilhelm Beer, nur mit Hilfe der beiden antiken Straßenverzeichnisse sich an die Problemlösung heranzutasten. Er kam auf das „Dorf Pfunzen, der Stadt Rosenheim gegenüber“ (heute Gemeindeteil von Rosenheim), was der späteren archäologischen Lokalisierung schon sehr nahekam. Da Beers Studie allerdings bis 1784 nicht veröffentlicht wurde, spielte sie in den späteren Diskussionen keine Rolle mehr. Von Lori, der keine externen Forschungen über die Römerzeit in Bayern wünschte, bat 1759 den Innsbrucker Archivdirektor Anton Roschmann eine Abhandlung zu schreiben. In dieser ebenfalls unveröffentlicht gebliebenen Schrift ging Roschmann davon aus, Pons Aeni „bey dem Einfluß der Salza“, also offensichtlich bei der Mündung der Salzach in den Inn, zu suchen.
Ein weiterer Mitbegründer der Bayerischen Akademie der Wissenschaften, Johann Georg Dominicus von Linprun (1714–1787) kam dem Rätsel erstmals näher, als ihm um 1763 die Entdeckung und Vermessung eines langen Teilstücks der römischen Straßentrasse im Grünwalder Forst gelang. In seiner Veröffentlichung ging Linprun auch auf den weiteren, noch unbekannten Verlauf dieser Straße ein. Korrekterweise sah er in ihr die Verbindung zwischen Salzburg und Augsburg und verortete Pons Aeni an den Mangfallzufluss in den Inn bei Happing. Nicht zuletzt deswegen, da dort bereits Aventin römische Steindenkmäler bekannt gewesen waren. Der nächste wichtige Schritt bei der Identifizierung Pons Aenis gelang dem Rosenheimer Landrichter Franz Josef Ignaz Johann von Kloeckel (1773–1823) Er besuchte persönlich den von Linprun genannten Ort und ließ sich dort im Umfeld zahlreiche antike Inschriften zeigen. Außerdem kam ihm zu Gehör, dass vor ein paar Jahren römerzeitliche Gräber auf der „Haunstatter Höhe“ nordwestlich von Rosenheim ausgehoben worden waren. Bei der nun von Kloeckel angesetzten Nachuntersuchung wurden zwei Urnenbestattungen und weitere Funde freigelegt. Während dieser Arbeiten erzählten anwesende Bauern, dass rund 1,50 Kilometer nordwestlich, bei Westerndorf, die gleichen Keramikfragmente auf den Feldern lägen. Auch hier setzte Kloeckel den Spaten an, was zur Entdeckung der bedeutenden Terra-sigillata-Manufakturen von Westerndorf führte. Mit diesem Wissen brachte Joseph von Stichaner (1769–1856), Mitglied der Bayerischen Akademie der Wissenschaften, die neuen Forschungserkenntnisse zur Veröffentlichung. In seinem 1808 erschienenen Werk „Sammlung römischer Denkmäler in Baiern“, ging er auch auf eine Lokalisierung von Pons Aeni ein. Die auffällige Fundverdichtung bei Westerndorf, Langenpfunzen (heute Gemeindeteil von Rosenheim) und Pfaffenhofen am Inn – wo 1807/1808 ebenfalls römerzeitliche Funde zu Tage kamen – sah er als Hinweis, in diesem Bereich nach dem lange gesuchten Ort zu fahnden. Von Stichaner war auch der erste Gelehrte, der den antiken Ort mit dem im Jahre 790 überlieferten Ort Pontena gleichsetzte, wobei seine Lokalisierung bei Langenpfunzen am Westufer und Leonhardpfunzen (heute Gemeindeteil von Stephanskirchen) am Ostufer des Inns heute als überholt gilt.

### Untersuchungen im 20.und frühen 21.Jahrhundert
Im Frühjahr 1900 begannen zunächst privat geführte Ausgrabungen am Nordrand von Pfaffenhofen in der Flur Kastenfeld, die ab 1902 mit Mitteln der Bayerischen Akademie der Wissenschaften bis 1908 oder 1909 fortgesetzt wurden und in knappen Jahresberichten der beiden federführenden Pfarrer Quirin Weiß und Josef Allmer überliefert sind. Die Grabungen brachten eine größere römische Siedlung mit Straßen und Töpferöfen zu Tage. Einen weiteren Fortschritt zur Bestimmung des Ortes Pons Aeni erbrachte der Hauptkonservator am Generalkonservatorium der Kunstdenkmale und Altertümer Bayerns, Paul Reinecke (1872–1958). Dieser konnte 1915 einen längeren Abschnitt der von Salzburg kommenden römischen Trasse östlich des Inns mit ihrem Abstieg südlich von Zaisering hinunter an den Inn in Richtung Mühlthal mit Hilfe noch erhaltener Straßenabschnitte feststellen. Dadurch ließ sich auch die Stelle recht genau festmachen, an der sich der antike Flussübergang befunden haben muss. In diesem Sinne machte Reinecke den Siedlungsplatz am nördlichen Rand von Pfaffenhofen als das jahrhundertelang gesuchten Pons Aeni aus. Auch der Prähistoriker Friedrich Wagner (1887–1963) übernahm in seinem 1924 erstmals erschienenen Standardwerk „Die Römer in Bayern“ die Auswertungen Reineckes. Der Provinzialrömische Archäologe Hans-Jörg Kellner (1920–2015) gab 1967 den Anstoß für mehrjährige Forschungsgrabungen der Prähistorischen Staatssammlung im Kastenfeld. Die Untersuchungen von 1967 leiteten Kellner und der Prähistoriker Rainer Christlein (1940–1983) gemeinsam. Im Jahr 1969 unterstanden sie Christlein alleine und 1971 sowie 1974 war der Provinzialrömische Archäologe Jochen Garbsch (1936–2003) auf dem antiken Siedlungsareal tätig.
Spätestens seit Juni 1969, als während des Ausbaus der Innstaustufe Feldkirchen bei Flusskilometer 180,6 eine ganze Anzahl an römerzeitlichen Funden ausgebaggert wurden, hatte sich die Lokalisierung von Pons Aeni deutlich verfestigt. Der provinzialrömische Archäologe Wolfgang Czysz (1949–2022) hat diese Funde bereits 1976 publiziert. Bemerkenswert waren „ungewöhnlich große“ Tuffsteinblöcke, die möglicherweise der Fundamentierung einer Innbrücke gedient haben können. Zum römerzeitlichen Kleinfundgut konnten unter anderem Münzen des 1. bis 4. Jahrhunderts n. Chr. bestimmt werden. Eine alte Flurkarte, die den Zustand vor der ersten Innregulierung zeigt, bezeugt an der ausgebaggerten Stelle eine 90 Meter lange Ufermauer. Sollte diese Mauer keinen Kai darstellen, könnte die Karte auch Reste eines römerzeitlichen Brückenkopfes darstellen.
Im November 2004 führte das Bayerische Landesamt für Denkmalpflege eine von dem Geophysiker Jörg Faßbinder geleitete großflächige geophysikalische Begehung des Pfaffenhofener Fundplatzes durch. Es gelang dabei eine fast vollständige Dokumentation der römischen Siedlung, die sich als linearer Straßenvicus entlang der Straße von Salzburg nach Augsburg darstellt. Einen wichtigen Anteil an den Erkenntnissen zu Pons Aeni hat der ehrenamtliche Mitarbeiter des Landesdenkmalamtes, Wolfgang Ager, der über viele Jahre das Fundareal prospektierte.
Heute bietet sich ein relativ klares Bild der römerzeitlichen Situation im Raum von Pons Aeni. So ist die Trasse zwischen Pons Aeni, Bedaium, Traunstein, Teisendorf nach Iuvavum gesichert und kann jederzeit mit Hilfe des Bayerischen Denkmal-Atlanten eingesehen werden. Neue Luftbildbefunde, wie das 2016 entdeckte spätantike Binnenkastell bei Aying sind sekundäre Zeugen für die Sicherung der dort zwei Kilometer südlich in den Hofoldinger Forst führenden Römerstraße. Diese Neuentdeckung könnte den Anstoß zu einer angeregten Diskussion über eine Neubewertung von Pons Aeni und dem bisher nur schriftlich überlieferten Truppenstandort führen.

## Mithräum
Auf dem gegenüberliegenden, östlichen Ufer konnte der Prähistoriker Walter Torbrügge (1923–1994) am unteren Innufer 1959 Lesefunde als Zeugnisse einer römischen Besiedlung feststellen. Durch eine Fundkonzentration in der Flur Mühlthal am Steilhang des Flusses angeregt, ließ die Prähistorische Staatssammlung 1977 einen Suchschnitt ansetzen, der die Entdeckung eines Mithräums zur Folge hatte. Dessen vollständige Untersuchung übernahm von 1978 bis 1980 Jochen Garbsch. In dem Mithräum fanden sich stark beschädigte Ausstattungsreste von Kultbildern, Altären, Kultgefäßen sowie Kleinfunden. Die Qualität der Funde lässt keinen Zweifel an der Finanzkraft der Stifter. Die Art der Beschädigungen lässt sich eindeutig auf einen gezielten Zerstörungsakt noch während der Antike zurückführen. Bereits 1977 war ein fragmentiertes Votivrelief für Mithras aus dem 3. Jahrhundert n. Chr. geborgen worden, das der kaiserliche Zollsklave Secundus gestiftet hatte. Wie üblich befand sich am Übergang von einer römischen Provinz in eine andere auch eine Zollstation. Diese lag in diesem Fall auf der norischen Seite. Der Provinzialrömische Archäologe Bernd Steidl konnte die Inschrift aus der Flur Mühlthal erst mit Hilfe von Wolfgang Ager durch weitere, neu entdeckte Inschriftenfragmente vom alten Ausgrabungsort ergänzen und 2008 veröffentlichen:
[D(eo) I(nvicto) M(ithrae) Sec]undus Laeti Augg(ustorum) nn(ostrorum)

[vil(ici) vic(arius) s]igillum ex voto posuit
Übersetzung: „Dem unbesiegbaren Mithras hat [Sec]undus, Stellvertreter des Laetus, des kaiserlichen Stationsvorstehers, das kleine Votivbild aufgrund eines Gelübdes aufgestellt.“
Nach aktuellem Forschungsstand sind bei Pons Aeni zwei römische Siedlungen festzustellen, die sich zu beiden Seiten des Innufers gegenüberlagen. Steidl plädierte 2009 nach einer Neubewertung der Garbschen Funde dafür, die nicht unbedeutende, auf der zum illyrischen Zoll gehörenden norischen Seite liegende Siedlung als das Ad Enum (Am Inn) anzusprechen, das die „Tabula Peutingeriana“ nennt. Bis dahin wurden die Bezeichnungen Pons Aeni aus dem „Itinerarium Antonini“ und Ad Enum für ein und dieselbe Siedlung gleichgesetzt. Dieser Überlegung kommt der Fund einer in das 3. Jahrhundert n. Chr. datierenden Mithras-Weiheinschrift aus der illyrischen Provinz Pannonia superior Poetovio (Ptuj) entgegen:
D(eo) I(nvicto) [M(ithrae)]

pro salute

Charidemi

Aug(usti) n(ostri) vil(ici) sta(tionis)

Enensis

M(arcus) Antonius

Celer v(otum) s(olvit) l(ibens) m(erito)
Übersetzung: „Dem unbesiegten Mithras zum Heil des [Zollsklaven] Charidemus, Pächter unseres Augustus der Zollstation Enensis. Marcus Antonius Celer hat das Gelübde gerne eingelöst wie es sich der Gott verdient hat.“
Die Bezeichnung Enensis wird allgemein mit dem Ad Enum aus dem „Itinerarium Antonini“ gleichgesetzt.

## Das Straßendorf „Pons Aeni“
Einen wesentlichen Bestandteil der Besiedlung bei Pfaffenhofen („Pons Aeni“) bildete die Terra-sigillata-Manufaktur von Westerndorf, die als Filiale der Produktionsstätte von Rheinzabern am Ende des 2. Jahrhunderts n. Chr. entstand. Produkte aus Westerndorf wurden ausschließlich donauabwärts, nach Noricum und die pannonischen Provinzen verschifft. Die Westerndorfer Ware war zu ihrer Zeit die dort meistvertriebene Keramik und gilt daher in Österreich und Ungarn als bedeutender Leitfund für die römerzeitliche Chronologie. Schwierig bleibt bis heute, in welchem Verhältnis Westerndorf und Pfaffenhofen standen, denn auch in dem zuletzt genannten Ort gab es Töpferöfen.
Nach den geophysikalischen Untersuchungen 2004 lag das antike Pfaffenhofen auf einem flutsicheren Plateau über dem Inn und stellte sich als ein typisches römerzeitliches Straßendorf von über 200 Metern Länge dar, das mit leichter Abweichung nach Osten in nord-südliche Richtung entlang einer ortsbestimmenden Straße errichtet wurde. Entlang dieser Straße wurden dicht an dicht rund 20 römische Streifenhäusern in Holzbauweise errichtet, die mit ihrer Schmalseite zur Straße hin ausgerichtet sind. Im nördlichen Lagerdorfbereich, dort wo die Straße möglicherweise nach Osten hin abknickt, wurde 1971 ein in Stein ausgebauter, 13 × 35 Meter großer spätantike Hallenbau angegraben. Dieser schiebt sich mit seiner Vorderfront in den Bereich der Straßentrasse hinein. Dieses einzige Steingebäude von „Pons Aeni“ durchbricht deutlich das Schema des ansonsten mittelrömischen Straßendorfs. Nachdem die Mehrzahl der Funde aus der mittleren Kaiserzeit stammt, sprechen verstreute Lesefunde sowie die in Stein ausgebaute Halle auch für eine gewisse Fortdauer während der Spätantike. Inwieweit zudem die Holzbauten in die Zeit nach dem Prinzipat datiert werden können, müssen künftige Grabungen klären. Der Hallenbau, der aus Tuffstein errichtet wurde, bietet den einzigen Hinweis darauf, dass entlang des Straßendorfs auch in spätrömischer Zeit noch Siedlungstätigkeit nachzuweisen ist. Das Gebäude, von dem während der Grabung lediglich noch die unterste Fundamentlage erhalten war, wurde von den Ausgräbern als Horreum angesprochen.
Bemerkenswerter Weise lag die Streifenhausbebauung lediglich auf der westlichen Seite der Dorfstraße. Von den der Straße zugewandten Schmalseiten der Häuser blickte der römerzeitliche Betrachter offensichtlich zum Inn hin. Auf der östlichen Straßenseite ließ das Meßbild 2004 nur drei größere und weitere kleine Gruben erkennen.

### Töpferviertel
Die Untersuchungen von 2004 ließen zudem vier bis fünf Töpferöfen erkennen, die etwas abseits der Siedlung an deren nördlichen Rand lagen. Zu diesen Öfen fanden sich auf dem Siedlungsgebiet große Mengen an Sigillatafragmenten.

### Flussübergang
Die Fundmünzen aus dem Flussbereich zwischen den Fluren Kastenfeld und Mühlthal reichen vom 1. bis späten 4. Jahrhundert. In diese Zeit fällt offensichtlich auch die römerzeitliche Nutzung des Inn-Übergangs.

### Garnison
In Pons Aeni befand sich mindestens seit der Spätantike ein bis heute nicht eindeutig identifiziertes Reiterkastell. In der Notitia dignitatum, einem spätrömischen Staatshandbuch, findet sich in der Truppenliste des Dux Raetiae folgende Erwähnung: Equites Stablesiani juniores, Ponte Aoni nunc Febians. Da keine nachfolgende Einheit für Pons Aeni genannt wird, dürfte die dortige Anlage gegen Ende des 4. bis in die ersten Jahrzehnte des 5. Jahrhunderts aufgelassen worden sein.
Am Westrand der antiken Siedlung, rund 150 Meter von dieser entfernt, wurden 1974 im Bereich der neuzeitlich Überbauung ein Spitzgraben und eine Mauerausbruchsgrube angeschnitten, die Garbsch als Reste des spätrömischen Kastells deutete. In der Magisterarbeit von Meike Weber hält die Autorin den Befund eher für ein mittelkaiserzeitliches Kleinkastell und auch Steidl erscheinen die Befunde eher in die Zeit des Prinzipats zu gehören, als in die Spätantike. Da jedoch jegliche Datierungsmöglichkeit fehlt, ist seiner Meinung nach der Entstehungszeitpunkt des Grabens und der Grube allgemein in Frage zu stellen.

### Niedergang und Wiederaufbau
Eine wesentlich frühere Anwesenheit des römischen Militärs könnte das auffallend umfangreichen Spektrum mittelkaiserzeitlicher Militaria andeuten, die mit Pferdegeschirrbestandteilen auf dem Areal des Vicus aus dem Boden kamen. Die Mengen und Variationen des geborgenen Materials lassen Raum für viele Überlegungen, wie diese bereits in der Vergangenheit geäußert wurden. Da die militärischen Funde ausschließlich aus dem Siedlungsbereich stammen und nicht auf dem Areal der mutmaßlichen Kastellbefunden auftraten, mutmaßte Steidl, dass diese unbedingt im Siedlungskontext verstanden werden müssen. Der Archäologe hält viele Teile aus dem Bereich der Zugtiergeschirre, der Gürtel- und Messerbeschläge nicht unbedingt für Militaria, sondern kann sie sich auch im zivilen Gebrauch vorstellen. Aus dem tatsächlichen militärischen Fundgut wird deutlich, dass sich das Material mit Ausnahme einiger weniger spätantiker Stücke weitgehend in das zweite Drittel des 3. Jahrhunderts datieren lässt. Steidl führt dazu unter anderem die Vielzahl an Nietknöpfen von Helmen des Typs Niederbieber an, die in Pons Aeni meist die späte spitzkonische Ausprägung besitzen. Von diesem Helmtyp kamen neben dazu passenden Militärgürteln, Schwertscheidenteile und Sporen noch weitere Fragmente zu Tage. Da das militärische Fundgut von Pons Aeni, zu dem auch Schutzwaffen wie Panzerungen und Schilde gehören, im Vergleich zu den bekannten Limeskastellen in bisher nicht bekannten Mengen vorliegt, könnte daran gedacht werden, dass in der Lechsiedlung während der Zeit des Limesfalls schwere Kämpfe stattgefunden haben, die mit einer Zerstörung des Ortes einhergingen. Der Fund eines Wagens in einer Brandschuttschicht sowie größere zusammengehörende Skelettteile von Pferden, die nicht als Schlachtabfälle interpretiert werden können, würden ebenfalls dafürsprechen. Die Untersuchungen im Ort ergaben eine umfangreiche Brandkatastrophe, deren Terminus post quem mit vier Denaren von 228/231 n. Chr. belegbar ist. In diesen Zusammenhang könnte auch ein 1274 Antoniniane und Denare umfassender Münzhort aus dem norischen Ad Enum gehören, der mit Prägungen der Jahre 238/239 n. Chr. endet.
Möglicherweise wurde Pons Aeni nach Münzbefund bereits im letzten Viertel des 3. Jahrhunderts wieder besiedelt, wobei die Dimensionen des Wiederaufbaus bis heute unbekannt sind.

## Außerhalb der Lehrmeinung angesiedelte Innübergänge
Außerhalb der wissenschaftlich gesicherten Lehrmeinung angesiedelte Überlegungen zu den beiden römischen Straßenverzeichnissen erbrachten eine alternative Routenführung der Fernstraße von Salzburg nach Augsburg. Bei diesen ausschließlich über die schriftlichen Quellen ermittelten Wege wurden die archäologischen Forschungsergebnisse der letzten hundert Jahre nicht in gewürdigt. Danach soll Pons Aeni bei einem anderen römischen Übergang im Raum südlich von Wasserburg gelegen haben. Diese bis heute in keinem Abschnitt nachweisbare Straße sei dann über den Raum Erding in Richtung Augsburg auf einer „Ideallinie“ weitergegangen. Für einen römischen Fernweg von Salzburg über Wasserburg und Erding nach Augsburg liegen keine relevanten Befunde vor.